# I liga argentyńska w piłce nożnej (1932)
W roku 1932 Argentyna miała dwóch mistrzów – jednego mistrza w rozgrywkach ligi amatorskiej organizowanych przez uznawaną przez FIFA organizację Asociación Argentina de Football, a drugiego w rozgrywkach powstałej przed rokiem ligi zawodowej organizowanej przez federację Liga Argentina de Football, której FIFA nie uznawała.
Amatorskim mistrzem Argentyny został klub Sportivo Barracas Buenos Aires, natomiast tytuł amatorskiego wicemistrza Argentyny zdobył klub Barracas Central Buenos Aires.
Zawodowym mistrzem Argentyny został klub River Plate, natomiast zawodowym wicemistrzem Argentyny – Independiente.

## Primera División – liga amatorska
Mistrzem Argentyny w roku 1932 w ramach rozgrywek organizowanych przez Asociación Argentina de Football został klub Sportivo Barracas Buenos Aires, natomiast tytuł wicemistrza Argentyny zdobył klub Barracas Central Buenos Aires.

### Mecze chronologicznie
| Data                 | Mecz |
| -------------------- | --- |
| 20 marca 1932        | Barracas Central Buenos Aires – Argentino de CA Temperley 3:0                                                                     |
| 20 marca 1932        | Nueva Chicago Buenos Aires – Excursionistas Buenos Aires 3:2                                                                      |
| 20 marca 1932        | Colegiales Buenos Aires – CA Estudiantes 4:2                                                                                      |
| 20 marca 1932        | Sportivo Buenos Aires – CA All Boys 0:2                                                                                           |
| 20 marca 1932        | Liberal Argentino Buenos Aires – Almagro Buenos Aires 0:2                                                                         |
| 20 marca 1932        | CA Banfield – Sportivo Barracas Buenos Aires 0:4                                                                                  |
| 20 marca 1932        | CS Palermo – Argentino de CA Argentino de Quilmes 2:0                                                                             |
| 27 marca 1932        | Club El Porvenir – Nueva Chicago Buenos Aires 3:0                                                                                 |
| 27 marca 1932        | Argentino de CA Temperley – Colegiales Buenos Aires 3:1 R.Ribas, D´Abatte, Zoroza – Meraldi                                       |
| 27 marca 1932        | Excursionistas Buenos Aires – Sportivo Buenos Aires 3:2                                                                           |
| 27 marca 1932        | CA Estudiantes – Liberal Argentino Buenos Aires 2:1                                                                               |
| 27 marca 1932        | CA All Boys – Defensores de Belgrano Buenos Aires 2:2                                                                             |
| 27 marca 1932        | Almagro Buenos Aires – CA Banfield 4:1                                                                                            |
| 27 marca 1932        | Estudiantil Porteño Buenos Aires – CS Palermo 1:1                                                                                 |
| 27 marca 1932        | Sportivo Barracas Buenos Aires – Argentino de CA Argentino de Quilmes 4:2                                                         |
| 10 kwietnia 1932     | Sportivo Buenos Aires – Club El Porvenir 2:1 ?, ? – Mario Artel                                                                   |
| 10 kwietnia 1932     | Liberal Argentino Buenos Aires – Argentino de CA Temperley 4:1                                                                    |
| 10 kwietnia 1932     | Defensores de Belgrano Buenos Aires – Excursionistas Buenos Aires 1:2                                                             |
| 10 kwietnia 1932     | CA Banfield – CA Estudiantes 1:1                                                                                                  |
| 10 kwietnia 1932     | CS Palermo – CA All Boys 2:3 |
| 10 kwietnia 1932     | Argentino de CA Argentino de Quilmes – Almagro Buenos Aires 1:3                                                                   |
| 24 kwietnia 1932     | Liberal Argentino Buenos Aires – Colegiales Buenos Aires 0:1                                                                      |
| 24 kwietnia 1932     | Defensores de Belgrano Buenos Aires – Nueva Chicago Buenos Aires 5:0                                                              |
| 24 kwietnia 1932     | CA Banfield – Barracas Central Buenos Aires 1:1                                                                                   |
| 24 kwietnia 1932     | CS Palermo – Club El Porvenir 1:3                                                                                                 |
| 24 kwietnia 1932     | Argentino de CA Argentino de Quilmes – Argentino de CA Temperley 2:3                                                              |
| 24 kwietnia 1932     | Sportivo Barracas Buenos Aires – Excursionistas Buenos Aires 1:1                                                                  |
| 24 kwietnia 1932     | Estudiantil Porteño Buenos Aires – CA Estudiantes 0:3                                                                             |
| 24 kwietnia 1932     | Almagro Buenos Aires – CA All Boys 0:0                                                                                            |
| 1 maja 1932          | Colegiales Buenos Aires – CA Banfield 2:1                                                                                         |
| 1 maja 1932          | Sportivo Buenos Aires – Defensores de Belgrano Buenos Aires 0:3                                                                   |
| 1 maja 1932          | Nueva Chicago Buenos Aires – CS Palermo 1:1                                                                                       |
| 1 maja 1932          | Barracas Central Buenos Aires – Argentino de CA Argentino de Quilmes 2:1                                                          |
| 1 maja 1932          | Argentino de CA Temperley – Estudiantil Porteño Buenos Aires 0:1                                                                  |
| 1 maja 1932          | Excursionistas Buenos Aires – Almagro Buenos Aires 2:2                                                                            |
| 1 maja 1932          | CA Estudiantes – CA All Boys 2:2                                                                                                  |
| 5 maja 1932          | CA All Boys – Sportivo Barracas Buenos Aires 4:2                                                                                  |
| 5 maja 1932          | Almagro Buenos Aires – Estudiantil Porteño Buenos Aires 2:0                                                                       |
| 5 maja 1932          | CA Estudiantes – Argentino de CA Argentino de Quilmes 3:0                                                                         |
| 5 maja 1932          | Nueva Chicago Buenos Aires – Sportivo Buenos Aires 3:0                                                                            |
| 5 maja 1932          | Barracas Central Buenos Aires – Liberal Argentino Buenos Aires 1:0                                                                |
| 5 maja 1932          | Club El Porvenir – Defensores de Belgrano Buenos Aires 2:4 E. Merlo, E. Martínez – ?, ?                                           |
| 5 maja 1932          | Argentino de CA Temperley – CA Banfield 2:1                                                                                       |
| 8 maja 1932          | CA Banfield – Liberal Argentino Buenos Aires 0:0                                                                                  |
| 8 maja 1932          | CS Palermo – Sportivo Buenos Aires 2:2                                                                                            |
| 8 maja 1932          | Argentino de CA Argentino de Quilmes – Colegiales Buenos Aires 2:0                                                                |
| 8 maja 1932          | Sportivo Barracas Buenos Aires – Nueva Chicago Buenos Aires 2:0                                                                   |
| 8 maja 1932          | Estudiantil Porteño Buenos Aires – Barracas Central Buenos Aires 0:1                                                              |
| 8 maja 1932          | Almagro Buenos Aires – Club El Porvenir 2:0                                                                                       |
| 8 maja 1932          | CA All Boys – Argentino de CA Temperley 5:0                                                                                       |
| 8 maja 1932          | CA Estudiantes – Excursionistas Buenos Aires 1:2                                                                                  |
| 22 maja 1932         | Defensores de Belgrano Buenos Aires – CS Palermo 2:0                                                                              |
| 22 maja 1932         | Liberal Argentino Buenos Aires – Argentino de CA Argentino de Quilmes 0:1                                                         |
| 22 maja 1932         | Sportivo Buenos Aires – Sportivo Barracas Buenos Aires 1:2                                                                        |
| 22 maja 1932         | Colegiales Buenos Aires – Estudiantil Porteño Buenos Aires 2:0                                                                    |
| 22 maja 1932         | Nueva Chicago Buenos Aires – Almagro Buenos Aires 0:1                                                                             |
| 22 maja 1932         | Barracas Central Buenos Aires – CA All Boys 4:1                                                                                   |
| 22 maja 1932         | Club El Porvenir – CA Estudiantes 2:2 Alfredo Etcheverry (2) – ?, ?                                                               |
| 22 maja 1932         | Argentino de CA Temperley – Excursionistas Buenos Aires 1:0                                                                       |
| 29 maja 1932         | Barracas Central Buenos Aires – Colegiales Buenos Aires 1:2 mecz przerwany – dokończony 30 sierpnia 1932                          |
| 5 czerwca 1932       | Argentino de CA Argentino de Quilmes – CA Banfield 1:0                                                                            |
| 5 czerwca 1932       | Sportivo Barracas Buenos Aires – Defensores de Belgrano Buenos Aires 2:0                                                          |
| 5 czerwca 1932       | Estudiantil Porteño Buenos Aires – Liberal Argentino Buenos Aires 2:1                                                             |
| 5 czerwca 1932       | Almagro Buenos Aires – Sportivo Buenos Aires 3:2                                                                                  |
| 5 czerwca 1932       | CA All Boys – Colegiales Buenos Aires 2:1                                                                                         |
| 5 czerwca 1932       | Excursionistas Buenos Aires – Barracas Central Buenos Aires 1:1                                                                   |
| 5 czerwca 1932       | CA Estudiantes – Nueva Chicago Buenos Aires 1:0 mecz przerwany                                                                    |
| 12 czerwca 1932      | Barracas Central Buenos Aires – Club El Porvenir 1:1                                                                              |
| 12 czerwca 1932      | Liberal Argentino Buenos Aires – CA All Boys 1:3                                                                                  |
| 12 czerwca 1932      | CS Palermo – Sportivo Barracas Buenos Aires 1:4                                                                                   |
| 12 czerwca 1932      | Sportivo Buenos Aires – CA Estudiantes 0:1                                                                                        |
| 12 czerwca 1932      | Colegiales Buenos Aires – Excursionistas Buenos Aires 1:2                                                                         |
| 12 czerwca 1932      | Defensores de Belgrano Buenos Aires – Almagro Buenos Aires 1:0                                                                    |
| 12 czerwca 1932      | CA Banfield – Estudiantil Porteño Buenos Aires 1:2                                                                                |
| 12 czerwca 1932      | Nueva Chicago Buenos Aires – Argentino de CA Temperley 3:0 R.Rodríguez, Sasso k, A.Pérez                                          |
| 19 czerwca 1932      | Argentino de CA Temperley – Sportivo Buenos Aires 3:3                                                                             |
| 19 czerwca 1932      | CA Estudiantes – Defensores de Belgrano Buenos Aires 1:2 mecz przerwany w 82 minucie                                              |
| 19 czerwca 1932      | Estudiantil Porteño Buenos Aires – Argentino de CA Argentino de Quilmes 4:1                                                       |
| 26 czerwca 1932      | Sportivo Barracas Buenos Aires – Almagro Buenos Aires 3:0                                                                         |
| 26 czerwca 1932      | CA All Boys – Argentino de CA Argentino de Quilmes 3:1                                                                            |
| 26 czerwca 1932      | CS Palermo – CA Estudiantes 4:1                                                                                                   |
| 26 czerwca 1932      | CA Banfield – Excursionistas Buenos Aires 5:2                                                                                     |
| 26 czerwca 1932      | Defensores de Belgrano Buenos Aires – Argentino de CA Temperley 4:1 Facio, Caldas, Luppo, M.García – Zoroza                       |
| 26 czerwca 1932      | Barracas Central Buenos Aires – Sportivo Buenos Aires 2:1                                                                         |
| 26 czerwca 1932      | Colegiales Buenos Aires – Nueva Chicago Buenos Aires 2:1                                                                          |
| 26 czerwca 1932      | Liberal Argentino Buenos Aires – Club El Porvenir 0:0                                                                             |
| 29 czerwca 1932      | CS Palermo – Almagro Buenos Aires 2:1                                                                                             |
| 29 czerwca 1932      | CA All Boys – CA Banfield 3:1 |
| 29 czerwca 1932      | Barracas Central Buenos Aires – Nueva Chicago Buenos Aires 4:2                                                                    |
| 29 czerwca 1932      | Excursionistas Buenos Aires – Liberal Argentino Buenos Aires 4:4                                                                  |
| 29 czerwca 1932      | Sportivo Barracas Buenos Aires – Club El Porvenir 2:1                                                                             |
| 24 lipca 1932        | CA Estudiantes – Sportivo Barracas Buenos Aires 2:3                                                                               |
| 24 lipca 1932        | CA All Boys – Estudiantil Porteño Buenos Aires 5:1                                                                                |
| 24 lipca 1932        | Excursionistas Buenos Aires – Argentino de CA Argentino de Quilmes 2:1                                                            |
| 24 lipca 1932        | Argentino de CA Temperley – CS Palermo 0:2                                                                                        |
| 24 lipca 1932        | Club El Porvenir – CA Banfield 2:1 Jesús Ríos, Elías Agrelo – ?                                                                   |
| 24 lipca 1932        | Barracas Central Buenos Aires – Defensores de Belgrano Buenos Aires 1:0                                                           |
| 24 lipca 1932        | Nueva Chicago Buenos Aires – Liberal Argentino Buenos Aires 2:0                                                                   |
| 24 lipca 1932        | Colegiales Buenos Aires – Sportivo Buenos Aires 1:2                                                                               |
| 31 lipca 1932        | Almagro Buenos Aires – CA Estudiantes 0:0                                                                                         |
| 31 lipca 1932        | CS Palermo – Barracas Central Buenos Aires 2:0                                                                                    |
| 31 lipca 1932        | Estudiantil Porteño Buenos Aires – Excursionistas Buenos Aires 1:1                                                                |
| 31 lipca 1932        | Defensores de Belgrano Buenos Aires – Colegiales Buenos Aires 4:1                                                                 |
| 31 lipca 1932        | Argentino de CA Argentino de Quilmes – Club El Porvenir 3:2 ?, ? – E. Merlo, Alfredo Etcheverry                                   |
| 31 lipca 1932        | CA Banfield – Nueva Chicago Buenos Aires 2:0                                                                                      |
| 31 lipca 1932        | Liberal Argentino Buenos Aires – Sportivo Buenos Aires 2:0                                                                        |
| 14 sierpnia 1932     | Argentino de CA Temperley – Almagro Buenos Aires 1:1                                                                              |
| 14 sierpnia 1932     | Club El Porvenir – Estudiantil Porteño Buenos Aires 5:1 Mario Lenders (3), Elías Agrelo, Alfredo Etcheverry – ?                   |
| 14 sierpnia 1932     | Barracas Central Buenos Aires – Sportivo Barracas Buenos Aires 0:2                                                                |
| 14 sierpnia 1932     | Nueva Chicago Buenos Aires – Argentino de CA Argentino de Quilmes 4:1                                                             |
| 14 sierpnia 1932     | Colegiales Buenos Aires – CS Palermo 3:0                                                                                          |
| 14 sierpnia 1932     | Sportivo Buenos Aires – CA Banfield 3:1                                                                                           |
| 14 sierpnia 1932     | Liberal Argentino Buenos Aires – Defensores de Belgrano Buenos Aires 4:0                                                          |
| 21 sierpnia 1932     | CA Estudiantes – Argentino de CA Temperley 1:1                                                                                    |
| 21 sierpnia 1932     | CA All Boys – Club El Porvenir 1:0                                                                                                |
| 21 sierpnia 1932     | Almagro Buenos Aires – Barracas Central Buenos Aires 2:1                                                                          |
| 21 sierpnia 1932     | Estudiantil Porteño Buenos Aires – Nueva Chicago Buenos Aires 2:1                                                                 |
| 21 sierpnia 1932     | Sportivo Barracas Buenos Aires – Colegiales Buenos Aires 2:0                                                                      |
| 21 sierpnia 1932     | Argentino de CA Argentino de Quilmes – Sportivo Buenos Aires 3:0                                                                  |
| 21 sierpnia 1932     | CS Palermo – Liberal Argentino Buenos Aires 0:1                                                                                   |
| 21 sierpnia 1932     | CA Banfield – Defensores de Belgrano Buenos Aires 4:0                                                                             |
| 28 sierpnia 1932     | Club El Porvenir – Excursionistas Buenos Aires 2:0                                                                                |
| 28 sierpnia 1932     | Nueva Chicago Buenos Aires – CA All Boys 4:3                                                                                      |
| 28 sierpnia 1932     | Colegiales Buenos Aires – Almagro Buenos Aires 3:2                                                                                |
| 28 sierpnia 1932     | Defensores de Belgrano Buenos Aires – Argentino de CA Argentino de Quilmes 2:1                                                    |
| 30 sierpnia 1932     | Liberal Argentino Buenos Aires – Sportivo Barracas Buenos Aires 1:1                                                               |
| 30 sierpnia 1932     | Barracas Central Buenos Aires – Colegiales Buenos Aires 1:2                                                                       |
| 4 września 1932      | Sportivo Buenos Aires – Estudiantil Porteño Buenos Aires 4:2 mecz został przerwany                                                |
| 4 września 1932      | Colegiales Buenos Aires – Club El Porvenir 1:0                                                                                    |
| 4 września 1932      | Barracas Central Buenos Aires – CA Estudiantes 3:0                                                                                |
| 4 września 1932      | CA Banfield – CS Palermo 3:2 |
| 4 września 1932      | Sportivo Barracas Buenos Aires – Argentino de CA Temperley 1:1                                                                    |
| 11 września 1932     | Argentino de CA Temperley – Barracas Central Buenos Aires 1:1                                                                     |
| 11 września 1932     | Excursionistas Buenos Aires – Nueva Chicago Buenos Aires 1:2                                                                      |
| 11 września 1932     | CA Estudiantes – Colegiales Buenos Aires 1:1                                                                                      |
| 11 września 1932     | CA All Boys – Sportivo Buenos Aires 1:1                                                                                           |
| 11 września 1932     | Almagro Buenos Aires – Liberal Argentino Buenos Aires 2:1                                                                         |
| 11 września 1932     | Sportivo Barracas Buenos Aires – CA Banfield 4:2                                                                                  |
| 11 września 1932     | Argentino de CA Argentino de Quilmes – CS Palermo 3:0                                                                             |
| 11 września 1932     | Estudiantil Porteño Buenos Aires – Defensores de Belgrano Buenos Aires 2:2                                                        |
| 18 września 1932     | Nueva Chicago Buenos Aires – Club El Porvenir 1:3 ? – Alfredo Etcheverry, Elías Agrelo (2)                                        |
| 18 września 1932     | Colegiales Buenos Aires – Argentino de CA Temperley 3:1 Meraldi (2), Giúdice k – Bonfigliolo                                      |
| 18 września 1932     | Sportivo Buenos Aires – Excursionistas Buenos Aires 2:2                                                                           |
| 18 września 1932     | Liberal Argentino Buenos Aires – CA Estudiantes 1:2                                                                               |
| 18 września 1932     | Defensores de Belgrano Buenos Aires – CA All Boys 1:2                                                                             |
| 18 września 1932     | CA Banfield – Almagro Buenos Aires 1:1                                                                                            |
| 18 września 1932     | CS Palermo – Estudiantil Porteño Buenos Aires 3:0                                                                                 |
| 18 września 1932     | Argentino de CA Argentino de Quilmes – Sportivo Barracas Buenos Aires 0:0                                                         |
| 25 września 1932     | Club El Porvenir – Sportivo Buenos Aires 1:1 Carmelo Rovito – ?                                                                   |
| 25 września 1932     | Argentino de CA Temperley – Liberal Argentino Buenos Aires 2:1                                                                    |
| 25 września 1932     | Excursionistas Buenos Aires – Defensores de Belgrano Buenos Aires 3:2                                                             |
| 25 września 1932     | CA Estudiantes – CA Banfield 1:1                                                                                                  |
| 25 września 1932     | CA All Boys – CS Palermo 0:4 |
| 25 września 1932     | Almagro Buenos Aires – Argentino de CA Argentino de Quilmes 1:3                                                                   |
| 25 września 1932     | Sportivo Barracas Buenos Aires – Estudiantil Porteño Buenos Aires 4:2                                                             |
| 25 września 1932     | Colegiales Buenos Aires – Barracas Central Buenos Aires 2:2                                                                       |
| 2 października 1932  | Sportivo Barracas Buenos Aires – CA All Boys 2:0                                                                                  |
| 2 października 1932  | Estudiantil Porteño Buenos Aires – Almagro Buenos Aires 3:1                                                                       |
| 2 października 1932  | Argentino de CA Argentino de Quilmes – CA Estudiantes 3:3                                                                         |
| 2 października 1932  | Liberal Argentino Buenos Aires – Barracas Central Buenos Aires 1:0                                                                |
| 2 października 1932  | Defensores de Belgrano Buenos Aires – Club El Porvenir 3:5 ?, ? – Jesús Ríos k, Elías Agrelo (2), Alfredo Etcheverry (2)          |
| 2 października 1932  | CA Banfield – Argentino de CA Temperley 1:0 mecz został przerwany                                                                 |
| 9 października 1932  | Colegiales Buenos Aires – Liberal Argentino Buenos Aires 1:1 mecz przerwany – dokończony 8 grudnia 1932                           |
| 9 października 1932  | Nueva Chicago Buenos Aires – Defensores de Belgrano Buenos Aires 2:1                                                              |
| 9 października 1932  | Barracas Central Buenos Aires – CA Banfield 2:0                                                                                   |
| 9 października 1932  | Club El Porvenir – CS Palermo 2:0                                                                                                 |
| 9 października 1932  | Argentino de CA Temperley – Argentino de CA Argentino de Quilmes 1:1                                                              |
| 9 października 1932  | Excursionistas Buenos Aires – Sportivo Barracas Buenos Aires 2:3                                                                  |
| 9 października 1932  | CA Estudiantes – Estudiantil Porteño Buenos Aires 1:1                                                                             |
| 9 października 1932  | CA All Boys – Almagro Buenos Aires 1:2                                                                                            |
| 12 października 1932 | Excursionistas Buenos Aires – CS Palermo 1:4                                                                                      |
| 16 października 1932 | CA Banfield – Colegiales Buenos Aires 1:1                                                                                         |
| 16 października 1932 | Defensores de Belgrano Buenos Aires – Sportivo Buenos Aires 2:2                                                                   |
| 16 października 1932 | CS Palermo – Nueva Chicago Buenos Aires 0:0                                                                                       |
| 16 października 1932 | Argentino de CA Argentino de Quilmes – Barracas Central Buenos Aires 2:0                                                          |
| 16 października 1932 | Estudiantil Porteño Buenos Aires – Argentino de CA Temperley 2:1 mecz został przerwany                                            |
| 16 października 1932 | Almagro Buenos Aires – Excursionistas Buenos Aires 5:2                                                                            |
| 16 października 1932 | CA All Boys – CA Estudiantes 4:1                                                                                                  |
| 16 października 1932 | Sportivo Barracas Buenos Aires – Liberal Argentino Buenos Aires 2:2                                                               |
| 23 października 1932 | Liberal Argentino Buenos Aires – CA Banfield 1:1 mecz został przerwany, a punkty przyznano klubowi Liberal Argentino Buenos Aires |
| 23 października 1932 | Colegiales Buenos Aires – Argentino de CA Argentino de Quilmes 4:2                                                                |
| 23 października 1932 | Nueva Chicago Buenos Aires – Sportivo Barracas Buenos Aires 2:1                                                                   |
| 23 października 1932 | Barracas Central Buenos Aires – Estudiantil Porteño Buenos Aires 1:0                                                              |
| 23 października 1932 | Club El Porvenir – Almagro Buenos Aires 5:1 Quintela (2), Adolfo Hermo, E. Merlo, Alfredo Etcheverry – ?                          |
| 23 października 1932 | Argentino de CA Temperley – CA All Boys 1:2                                                                                       |
| 23 października 1932 | Excursionistas Buenos Aires – CA Estudiantes 4:4                                                                                  |
| 29 października 1932 | CS Palermo – Defensores de Belgrano Buenos Aires 3:0                                                                              |
| 30 października 1932 | Argentino de CA Argentino de Quilmes – Liberal Argentino Buenos Aires 2:1                                                         |
| 30 października 1932 | Sportivo Barracas Buenos Aires – Sportivo Buenos Aires 4:1 mecz został przerwany                                                  |
| 30 października 1932 | Estudiantil Porteño Buenos Aires – Colegiales Buenos Aires 2:2                                                                    |
| 30 października 1932 | Almagro Buenos Aires – Nueva Chicago Buenos Aires 3:2                                                                             |
| 30 października 1932 | CA All Boys – Barracas Central Buenos Aires 0:2                                                                                   |
| 30 października 1932 | CA Estudiantes – Club El Porvenir 3:0                                                                                             |
| 30 października 1932 | Excursionistas Buenos Aires – Argentino de CA Temperley 4:1                                                                       |
| 1 listopada 1932     | CA Banfield – Argentino de CA Argentino de Quilmes 0:4 Maseda (2), Pereira, Cacciópoli                                            |
| 1 listopada 1932     | Defensores de Belgrano Buenos Aires – Sportivo Barracas Buenos Aires 4:0                                                          |
| 1 listopada 1932     | Liberal Argentino Buenos Aires – Estudiantil Porteño Buenos Aires 2:1                                                             |
| 1 listopada 1932     | Sportivo Buenos Aires – Almagro Buenos Aires 1:1                                                                                  |
| 1 listopada 1932     | Colegiales Buenos Aires – CA All Boys 3:3                                                                                         |
| 1 listopada 1932     | Barracas Central Buenos Aires – Excursionistas Buenos Aires 4:1 mecz został przerwany                                             |
| 1 listopada 1932     | Nueva Chicago Buenos Aires – CA Estudiantes 1:1                                                                                   |
| 1 listopada 1932     | Argentino de CA Temperley – Club El Porvenir 0:2                                                                                  |
| 5 listopada 1932     | CA All Boys – Liberal Argentino Buenos Aires 2:0                                                                                  |
| 5 listopada 1932     | Sportivo Barracas Buenos Aires – CS Palermo 5:2                                                                                   |
| 5 listopada 1932     | CA Estudiantes – Sportivo Buenos Aires 5:2                                                                                        |
| 5 listopada 1932     | Excursionistas Buenos Aires – Colegiales Buenos Aires 0:0                                                                         |
| 5 listopada 1932     | Almagro Buenos Aires – Defensores de Belgrano Buenos Aires 1:3                                                                    |
| 6 listopada 1932     | Club El Porvenir – Barracas Central Buenos Aires 0:1                                                                              |
| 6 listopada 1932     | Estudiantil Porteño Buenos Aires – CA Banfield 3:5                                                                                |
| 6 listopada 1932     | Argentino de CA Temperley – Nueva Chicago Buenos Aires 3:3 J. Souza, F. Macías, Perduca – La Barba, J. Nogueira, L. Castillo      |
| 11 listopada 1932    | Sportivo Buenos Aires – Argentino de CA Temperley 2:2                                                                             |
| 11 listopada 1932    | Argentino de CA Argentino de Quilmes – Estudiantil Porteño Buenos Aires 2:2                                                       |
| 12 listopada 1932    | Almagro Buenos Aires – CS Palermo 0:2                                                                                             |
| 12 listopada 1932    | CA Banfield – CA All Boys 4:2 |
| 12 listopada 1932    | Nueva Chicago Buenos Aires – Barracas Central Buenos Aires 1:2                                                                    |
| 12 listopada 1932    | Liberal Argentino Buenos Aires – Excursionistas Buenos Aires 2:1                                                                  |
| 12 listopada 1932    | Club El Porvenir – Colegiales Buenos Aires 1:2                                                                                    |
| 19 listopada 1932    | Almagro Buenos Aires – Sportivo Barracas Buenos Aires 0:5                                                                         |
| 19 listopada 1932    | CA Estudiantes – CS Palermo 0:1                                                                                                   |
| 19 listopada 1932    | Excursionistas Buenos Aires – CA Banfield 0:1                                                                                     |
| 19 listopada 1932    | Argentino de CA Temperley – Defensores de Belgrano Buenos Aires 2:1                                                               |
| 19 listopada 1932    | Sportivo Buenos Aires – Barracas Central Buenos Aires 1:2                                                                         |
| 19 listopada 1932    | Nueva Chicago Buenos Aires – Colegiales Buenos Aires 1:2                                                                          |
| 20 listopada 1932    | Argentino de CA Argentino de Quilmes – CA All Boys 2:4                                                                            |
| 20 listopada 1932    | Club El Porvenir – Liberal Argentino Buenos Aires 3:0 Jesús Ríos, Elías Agrelo, E. Merlo                                          |
| 26 listopada 1932    | Sportivo Barracas Buenos Aires – CA Estudiantes 3:2                                                                               |
| 26 listopada 1932    | Defensores de Belgrano Buenos Aires – Barracas Central Buenos Aires 1:1                                                           |
| 26 listopada 1932    | Liberal Argentino Buenos Aires – Nueva Chicago Buenos Aires 2:2                                                                   |
| 26 listopada 1932    | Sportivo Buenos Aires – Colegiales Buenos Aires 3:5                                                                               |
| 27 listopada 1932    | Estudiantil Porteño Buenos Aires – CA All Boys 3:2                                                                                |
| 27 listopada 1932    | Argentino de CA Argentino de Quilmes – Excursionistas Buenos Aires 2:3                                                            |
| 27 listopada 1932    | CA Banfield – Club El Porvenir 3:1                                                                                                |
| 3 grudnia 1932       | CA Estudiantes – Almagro Buenos Aires 1:1                                                                                         |
| 3 grudnia 1932       | Colegiales Buenos Aires – Defensores de Belgrano Buenos Aires 0:0                                                                 |
| 3 grudnia 1932       | Sportivo Buenos Aires – Liberal Argentino Buenos Aires 2:2                                                                        |
| 4 grudnia 1932       | Club El Porvenir – Argentino de CA Argentino de Quilmes 2:1 Jesús Ríos k, Olmos – ?                                               |
| 4 grudnia 1932       | Nueva Chicago Buenos Aires – CA Banfield 1:2                                                                                      |
| 8 grudnia 1932       | Sportivo Buenos Aires – Nueva Chicago Buenos Aires 5:2                                                                            |
| 10 grudnia 1932      | Almagro Buenos Aires – Argentino de CA Temperley 3:2                                                                              |
| 10 grudnia 1932      | Sportivo Barracas Buenos Aires – Barracas Central Buenos Aires 5:1                                                                |
| 10 grudnia 1932      | Defensores de Belgrano Buenos Aires – Liberal Argentino Buenos Aires 1:1                                                          |
| 10 grudnia 1932      | CA All Boys – Excursionistas Buenos Aires 2:3                                                                                     |
| 11 grudnia 1932      | Estudiantil Porteño Buenos Aires – Club El Porvenir 3:3 ?, ? – González, Mario Artel, Adolfo Hermo                                |
| 11 grudnia 1932      | Argentino de CA Argentino de Quilmes – Nueva Chicago Buenos Aires 3:2                                                             |
| 11 grudnia 1932      | CA Banfield – Sportivo Buenos Aires walkower dla Banfield                                                                         |
| 18 grudnia 1932      | Argentino de CA Temperley – Sportivo Barracas Buenos Aires walkower dla Argentino de Temperley                                    |
| 25 grudnia 1932      | Excursionistas Buenos Aires – Estudiantil Porteño Buenos Aires 1:2                                                                |
| 31 grudnia 1932      | Nueva Chicago Buenos Aires – Estudiantil Porteño Buenos Aires 1:2                                                                 |
| 31 grudnia 1932      | Colegiales Buenos Aires – Sportivo Barracas Buenos Aires 1:0                                                                      |
| 31 grudnia 1932      | Barracas Central Buenos Aires – Almagro Buenos Aires walkower dla Barracas Central                                                |
| 31 grudnia 1932      | Sportivo Buenos Aires – Argentino de CA Argentino de Quilmes walkower dla Sportivo Buenos Aires                                   |
| 31 grudnia 1932      | Defensores de Belgrano Buenos Aires – CA Banfield walkower dla Defensores de Belgrano                                             |
| 7 stycznia 1933      | CA All Boys – Nueva Chicago Buenos Aires 2:3                                                                                      |
| 7 stycznia 1933      | Almagro Buenos Aires – Colegiales Buenos Aires 1:3                                                                                |
| 7 stycznia 1933      | CA Estudiantes – Barracas Central Buenos Aires 2:1                                                                                |
| 7 stycznia 1933      | Liberal Argentino Buenos Aires – CS Palermo walkower dla Liberal Argentino Buenos Aires                                           |
| 7 stycznia 1933      | Excursionistas Buenos Aires – Club El Porvenir walkower dla Excursionistas                                                        |
| 8 stycznia 1933      | Argentino de Quilmes Buenos Aires lp-wp Defensores de Belgrano Buenos Aires                                                       |
| 8 stycznia 1933      | CS Palermo – Excursionistas Buenos Aires walkower dla Excursionistas                                                              |
| 8 stycznia 1933      | Sportivo Buenos Aires – CS Palermo walkower dla Sportivo Buenos Aires                                                             |
| 8 stycznia 1933      | CS Palermo – Argentino de CA Temperley walkower dla Argentino de Temperley                                                        |
| 8 stycznia 1933      | Barracas Central Buenos Aires – CS Palermo walkower dla Barracas Central                                                          |
| 8 stycznia 1933      | CS Palermo – Colegiales Buenos Aires walkower dla Colegiales                                                                      |
| 8 stycznia 1933      | CS Palermo – CA Banfield walkower dla Banfield                                                                                    |
| 8 stycznia 1933      | Estudiantil Porteño Buenos Aires – Sportivo Buenos Aires walkower dla Sportivo Buenos Aires                                       |
| 8 stycznia 1933      | Argentino de CA Temperley – CA Estudiantes walkower dla Argentino de Temperley                                                    |
| 8 stycznia 1933      | Club El Porvenir – CA All Boys walkower dla El Porvenir                                                                           |
| ??                   | Defensores de Belgrano Buenos Aires – Estudiantil Porteño Buenos Aires 1:0                                                        |
| ??                   | Estudiantil Porteño Buenos Aires – Sportivo Barracas Buenos Aires 2:4                                                             |
| ??                   | Club El Porvenir – Argentino de CA Temperley 2:0                                                                                  |
| ??                   | Excursionistas Buenos Aires – CA All Boys 2:4                                                                                     |
| ??                   | Defensores de Belgrano Buenos Aires – CA Estudiantes 5:3                                                                          |
| ??                   | Club El Porvenir – Sportivo Barracas Buenos Aires 1:2                                                                             |

### Końcowa tabela ligi amatorskiej sezonu 1932
| Poz | Klub                                 | Mecze | Zw | Rem | Por | Pkt | BrZd | BrStr |
| --- | ------------------------------------ | ----- | -- | --- | --- | --- | ---- | ----- |
| 1   | Sportivo Barracas Buenos Aires       | 32    | 21 | 5   | 6   | 47  | 74   | 35    |
| 2   | Barracas Central Buenos Aires        | 32    | 18 | 6   | 8   | 42  | 46   | 33    |
| 3   | Colegiales Buenos Aires              | 32    | 17 | 8   | 7   | 42  | 55   | 43    |
| 4   | Defensores de Belgrano Buenos Aires  | 32    | 16 | 6   | 10  | 38  | 56   | 46    |
| 5   | CA All Boys                          | 32    | 16 | 5   | 11  | 37  | 70   | 55    |
| 6   | Almagro Buenos Aires                 | 32    | 14 | 7   | 11  | 35  | 48   | 50    |
| 7   | Club El Porvenir                     | 32    | 13 | 6   | 13  | 32  | 54   | 45    |
| 8   | CA Estudiantes                       | 32    | 9  | 12  | 11  | 30  | 53   | 54    |
| 9   | CA Banfield                          | 32    | 12 | 6   | 14  | 30  | 44   | 49    |
| 10  | Excursionistas Buenos Aires          | 32    | 11 | 8   | 13  | 30  | 54   | 66    |
| 11  | Liberal Argentino Buenos Aires       | 32    | 10 | 8   | 14  | 28  | 34   | 41    |
| 12  | Estudiantil Porteño Buenos Aires     | 32    | 10 | 7   | 15  | 27  | 45   | 61    |
| 13  | Argentino de CA Argentino de Quilmes | 32    | 11 | 4   | 17  | 26  | 51   | 57    |
| 14  | Argentino de CA Temperley            | 32    | 9  | 8   | 15  | 26  | 35   | 57    |
| 15  | Nueva Chicago Buenos Aires           | 32    | 10 | 5   | 17  | 25  | 50   | 62    |
| 16  | Sportivo Buenos Aires                | 32    | 8  | 9   | 15  | 25  | 45   | 63    |
| 17  | CS Palermo                           | 32    | 10 | 4   | 18  | 24  | 39   | 36    |

## Primera División – liga zawodowa
Mistrzem Argentyny w roku 1932 w ramach rozgrywek organizowanych przez Liga Argentina de Football został klub River Plate, natomiast tytuł wicemistrza Argentyny zdobył klub Independiente. Żaden klub nie spadł ani nie awansował.

### Kolejka 1
| Data          | Mecz |
| ------------- | --- |
| 13 marca 1932 | Argentinos Juniors – CA Vélez Sarsfield 2:2 José Saccone, Oscar Mapelli – Saúl Quiroga, César Roggero |
| 13 marca 1932 | Atlanta Buenos Aires – Boca Juniors 2:5 Guido Baztarrica, Roberto Santillán – Santiago Narvaja, Francisco Varallo (4) mecz rozegrany został na stadionie klubu San Lorenzo de Almagro                             |
| 13 marca 1932 | Estudiantes La Plata – Gimnasia y Esgrima La Plata 6:1 Enrique Guaita (2), Héctor Castro, Manuel Ferreira, Alberto Zozaya (2) – Carlos Giúdice                                                                    |
| 13 marca 1932 | Ferro Carril Oeste – CA Platense 3:4 Francisco Sponda (2, 1k), Enrique Gainzarain – Antonio Campilongo, Nicolás Ferrara, Tomás Beristain, Florentino Vargas mecz rozegrany został na stadionie klubu Boca Juniors |
| 13 marca 1932 | CA Huracán – Independiente 2:1 Herminio Masantonio y Arturo Naveira – Juan Betinotti |
| 13 marca 1932 | Club Atlético Lanús – Quilmes Athletic Buenos Aires 0:3 Leonardo Sandoval, Fortunato Androssi, Vicente Zito |
| 13 marca 1932 | Racing Club de Avellaneda – San Lorenzo de Almagro 0:0 |
| 13 marca 1932 | River Plate – Chacarita Juniors 3:1 Juan Arrillaga, Bernabé Ferreyra (2, 1k) – Emilio Sampayo |
| 13 marca 1932 | CA Tigre – Talleres Remedios de Escalada 1:1 Gregorio Maidana – Oscar Rodríguez |

### Kolejka 2
| Data          | Mecz |
| ------------- | --- |
| 20 marca 1932 | Boca Juniors – Club Atlético Lanús 1:1 Miguel A. Nardini – Mario Domínguez                                                                                              |
| 20 marca 1932 | Chacarita Juniors – Racing Club de Avellaneda 1:3 Luis Díaz – Alberto Fassora, Alfredo Devicenzi, Arturo Scarcella mecz rozegrany został na stadionie klubu River Plate |
| 20 marca 1932 | Gimnasia y Esgrima La Plata – Ferro Carril Oeste 2:4 Carlos Giúdice, Francisco Juariste – Enrique Gainzarain (4)                                                        |
| 20 marca 1932 | Independiente – Atlanta Buenos Aires 3:0 Spadini s, E. Fernández, Luis Ravaschino                                                                                       |
| 20 marca 1932 | CA Platense – Quilmes Athletic Buenos Aires 1:0 Florentino Vargas mecz rozegrany został na stadionie klubu Argentinos Juniors                                           |
| 20 marca 1932 | San Lorenzo de Almagro – CA Huracán 2:1 José Fossa k, Diego García – Alejandro de los Santos                                                                            |
| 20 marca 1932 | Talleres Remedios de Escalada – Argentinos Juniors 1:2 Cilento – Cataldo Spitale, Oscar Mapelli                                                                         |
| 20 marca 1932 | CA Tigre – River Plate 1:5 Federico Sachs – Bernabé Ferreyra (2), Oscar Sciarra (2), Juan Arrillaga                                                                     |
| 20 marca 1932 | CA Vélez Sarsfield – Estudiantes La Plata 2:1 César Roggero, Luciano Aranda k – Enrique Guaita                                                                          |

### Kolejka 3
| Data          | Mecz |
| ------------- | --- |
| 26 marca 1932 | Argentinos Juniors – River Plate 1:2 Enrique Ruffo – Juan Arrillaga, Bernabé Ferreyra                                                                                  |
| 26 marca 1932 | Atlanta Buenos Aires – San Lorenzo de Almagro 0:5 Diego García, Arturo Arrieta (2), Gabriel Magán (2) mecz rozegrany został na stadionie klubu River Plate             |
| 26 marca 1932 | Boca Juniors – Independiente 0:2 Feliciano Rodríguez, Manuel Seoane |
| 26 marca 1932 | Estudiantes La Plata – Talleres Remedios de Escalada 6:4 Alejandro Scopelli, Alberto Zozaya (3), Enrique Guaita (2) – Hugo Lamanna (2), Isaías Romano, Aníbal Troncoso |
| 26 marca 1932 | Ferro Carril Oeste – CA Vélez Sarsfield 3:0 Francisco Sponda, Salvador D’Alessandro, Miguel Bravo                                                                      |
| 26 marca 1932 | CA Huracán – Chacarita Juniors 3:3 Máximo Frederici, José Cordero, Herminio Masantonio – Benigno Ramos, Pedro Stochetti (2)                                            |
| 26 marca 1932 | Club Atlético Lanús – CA Platense 1:1 Ángel Montero – Nicolás Ferrara                                                                                                  |
| 26 marca 1932 | Quilmes Athletic Buenos Aires – Gimnasia y Esgrima La Plata 2:1 Vicente Zito, Leonardo Sandoval – Ismael Morgada                                                       |
| 26 marca 1932 | Racing Club de Avellaneda – CA Tigre 6:2 Vicente Del Giúdice (3), Alfredo Devicenzi k, Alberto Fassora, Roberto Bugueyro – Federico Sachs (2)                          |

### Kolejka 4
| Data             | Mecz |
| ---------------- | --- |
| 10 kwietnia 1932 | Argentinos Juniors – Racing Club de Avellaneda 0:2 Vicente Del Giúdice (2)                                                                                             |
| 10 kwietnia 1932 | Chacarita Juniors – Atlanta Buenos Aires 4:0 Lorenzo Saint Estévez s, Benigno Ramos, Benjamín Coria, Marcos Díaz mecz rozegrany został na stadionie klubu Boca Juniors |
| 10 kwietnia 1932 | Gimnasia y Esgrima La Plata – CA Platense 2:1 Germán Romero, Pedro Farías – Ubaldo Landolfi                                                                            |
| 10 kwietnia 1932 | Independiente – Club Atlético Lanús 2:0 Manuel Seoane (2) |
| 10 kwietnia 1932 | River Plate – Estudiantes La Plata 5:2 Bernabé Ferreyra (2), Carlos Peucelle, Oscar Sciarra, Juan Arrillaga – Miguel A. Lauri, Alejandro Scopelli                      |
| 10 kwietnia 1932 | San Lorenzo de Almagro – Boca Juniors 2:1 Ernesto Closas, Genaro Canteli – Francisco Varallo                                                                           |
| 10 kwietnia 1932 | Talleres Remedios de Escalada – Ferro Carril Oeste 0:2 Francisco Sponda, Miguel Bravo                                                                                  |
| 10 kwietnia 1932 | CA Tigre – CA Huracán 2:3 Julio Benavídez (2) – Delfidio Giménez (3)                                                                                                   |
| 10 kwietnia 1932 | CA Vélez Sarsfield – Quilmes Athletic Buenos Aires 3:0 Carlos Querzoli, Julio Bissio, Luciano Aranda                                                                   |

### Kolejka 5
| Data             | Mecz |
| ---------------- | --- |
| 17 kwietnia 1932 | Atlanta Buenos Aires – CA Tigre 0:0 mecz rozegrany został na stadionie klubu Argentinos Juniors                                                                                                   |
| 17 kwietnia 1932 | Boca Juniors – Chacarita Juniors 0:2 Marcos Díaz, Benjamín Coria |
| 17 kwietnia 1932 | Estudiantes La Plata – Racing Club de Avellaneda 0:4 Alfredo Devicenzi (2), Armando Nery s, Vicente Del Giúdice                                                                                   |
| 17 kwietnia 1932 | Ferro Carril Oeste – River Plate 2:4 Nicolás Infante, Juan Poggi s – Oscar Sciarra (3), Bernabé Ferreyra                                                                                          |
| 17 kwietnia 1932 | CA Huracán – Argentinos Juniors 3:2 Juan A. Rivarola, Herminio Masantonio (2) – Pablo Ruffo, Ramón Luna                                                                                           |
| 17 kwietnia 1932 | Independiente – San Lorenzo de Almagro 1:1 Roberto Porta – Genaro Canteli |
| 17 kwietnia 1932 | Club Atlético Lanús – Gimnasia y Esgrima La Plata 1:2 Aguedo Ursino – Pedro Farías, Tomás González                                                                                                |
| 17 kwietnia 1932 | CA Platense – CA Vélez Sarsfield 5:2 Florentino Vargas (2), Ernesto Belis, Tomás Beristain, Antonio Campilongo – Manuel De Sáa, Saúl Quiroga mecz rozegrany został na stadionie klubu River Plate |
| 17 kwietnia 1932 | Quilmes Athletic Buenos Aires – Talleres Remedios de Escalada 0:0 |

### Kolejka 6
| Data             | Mecz |
| ---------------- | --- |
| 24 kwietnia 1932 | Argentinos Juniors – Atlanta Buenos Aires 1:1 Enrique Ruffo – Carlos B. Moyano |
| 24 kwietnia 1932 | Chacarita Juniors – Independiente 3:6 Benjamín Coria, Emilio Sampayo, Marcos Díaz – Oscar Sastre (2), Manuel Seoane (3), Feliciano Rodríguez mecz rozegrany został na stadionie klubu Boca Juniors |
| 24 kwietnia 1932 | Estudiantes La Plata – CA Huracán 4:1 Alejandro Scopelli (2), Héctor Castro, Enrique Guaita – Juan A. Rivarola                                                                                     |
| 24 kwietnia 1932 | Racing Club de Avellaneda – Ferro Carril Oeste 3:1 Alberto Fassora (2), Alfredo Devicenzi – Miguel Bravo                                                                                           |
| 24 kwietnia 1932 | River Plate – Quilmes Athletic Buenos Aires 2:0 Bernabé Ferreyra, Pedro Lago |
| 24 kwietnia 1932 | San Lorenzo de Almagro – Club Atlético Lanús 2:3 Luis Zubizarreta (2) – Ángel Alfonso, Crispín Ríos, Ricardo Scarpinachi                                                                           |
| 24 kwietnia 1932 | Talleres Remedios de Escalada – CA Platense 2:1 Vicente Lucífero, Cilento – Antonio Campilongo |
| 24 kwietnia 1932 | CA Tigre – Boca Juniors 3:4 Julio Benavídez, Camilo Méndez, Federico Sachs – Francisco Varallo, Guido Baztarrica, Miguel A. Nardini, Antonio Alberino                                              |
| 24 kwietnia 1932 | CA Vélez Sarsfield – Gimnasia y Esgrima La Plata 1:0 Salvador Merani |

### Kolejka 7
| Data        | Mecz |
| ----------- | --- |
| 1 maja 1932 | Atlanta Buenos Aires – Estudiantes La Plata 0:2 Alberto Zozaya (2) mecz rozegrany został na stadionie klubu River Plate              |
| 1 maja 1932 | Boca Juniors – Argentinos Juniors 2:2 Luis A. Sánchez, Donato Penella – Ramón Luna, Gaspar Jerez                                     |
| 1 maja 1932 | Ferro Carril Oeste – CA Huracán 3:0 Miguel Bravo, Nicolás Infante, Antonio Ganduglia                                                 |
| 1 maja 1932 | Gimnasia y Esgrima La Plata – Talleres Remedios de Escalada 2:2 Carlos Giúdice, Tomás González – Vicente Lucífero, Valentín Martínez |
| 1 maja 1932 | Independiente – CA Tigre 2:0 Manuel Seoane, Luis M. Fazio k                                                                          |
| 1 maja 1932 | Club Atlético Lanús – CA Vélez Sarsfield 0:2 Salvador Merani, César Roggero                                                          |
| 1 maja 1932 | CA Platense – River Plate 0:4 Bernabé Ferreyra (3), Carlos Peucelle                                                                  |
| 1 maja 1932 | Quilmes Athletic Buenos Aires – Racing Club de Avellaneda 0:4 Roberto Bugueyro, Vicente Del Giúdice (2), Alfredo Devicenzi           |
| 1 maja 1932 | San Lorenzo de Almagro – Chacarita Juniors 0:1 Marcos Díaz                                                                           |

### Kolejka 8
| Data        | Mecz |
| ----------- | --- |
| 5 maja 1932 | Argentinos Juniors – Independiente 3:4 Gaspar Jerez (2), Ramón Luna – Luis Ravaschino (3), Oscar Sastre                                              |
| 5 maja 1932 | Chacarita Juniors – Club Atlético Lanús 1:1 Emilio Sampayo – Ángel Montero mecz rozegrany został na stadionie klubu Boca Juniors                     |
| 5 maja 1932 | Estudiantes La Plata – Boca Juniors 3:5 Alberto Zozaya (2), Enrique Guaita k – Donato Penella, Luis A. Sánchez (2), Tomás Garibaldi, Carlos Riolfo s |
| 5 maja 1932 | Ferro Carril Oeste – Atlanta Buenos Aires 6:1 Nicolás Infante (2), Francisco Sponda, Miguel Bravo (2), Ángel Sobrino – Molina k                      |
| 5 maja 1932 | CA Huracán – Quilmes Athletic Buenos Aires 6:1 Herminio Masantonio (3), Máximo Frederici, Cesáreo Onzari, Juan M. Mercader – Julio Di Gianno k       |
| 5 maja 1932 | Racing Club de Avellaneda – CA Platense 1:1 Alberto Fassora – Victorio Spinetto                                                                      |
| 5 maja 1932 | River Plate – Gimnasia y Esgrima La Plata 2:0 Bernabé Ferreyra, Oscar Sciarra                                                                        |
| 5 maja 1932 | Talleres Remedios de Escalada – CA Vélez Sarsfield 0:2 Carlos Querzoli (2)                                                                           |
| 5 maja 1932 | CA Tigre – San Lorenzo de Almagro 1:2 Julio Benavídez – Gabriel Magán, Diego García                                                                  |

### Kolejka 9
| Data        | Mecz |
| ----------- | --- |
| 9 maja 1932 | Boca Juniors – Ferro Carril Oeste 3:1 Francisco Varallo (2), Tomás Garibaldi – Miguel Bravo               |
| 9 maja 1932 | Chacarita Juniors – CA Tigre 2:2 mecz rozegrany został na stadionie klubu Argentinos Juniors              |
| 9 maja 1932 | Gimnasia y Esgrima La Plata – Racing Club de Avellaneda 1:1 Juan Maglio – Vicente Del Giúdice             |
| 9 maja 1932 | Independiente – Estudiantes La Plata 1:1 Manuel Seoane – Héctor Castro                                    |
| 9 maja 1932 | Club Atlético Lanús – Talleres Remedios de Escalada 2:1 Carlos Spadaro, Ángel Montero – Cilento           |
| 9 maja 1932 | CA Platense – CA Huracán 3:2 Nicolás Ferrara (2), Florentino Vargas – Herminio Masantonio (2)             |
| 9 maja 1932 | Quilmes Athletic Buenos Aires – Atlanta Buenos Aires 1:0 Vicente Zito                                     |
| 9 maja 1932 | San Lorenzo de Almagro – Argentinos Juniors 2:2 Genaro Canteli, Luis Pardiez s – Ramón Luna, Gaspar Jerez |
| 9 maja 1932 | CA Vélez Sarsfield – River Plate 1:1 Salvador Merani – Bernabé Ferreyra                                   |

### Kolejka 10
| Data         | Mecz |
| ------------ | --- |
| 15 maja 1932 | Argentinos Juniors – Chacarita Juniors 0:0                                                                                                 |
| 15 maja 1932 | Atlanta Buenos Aires – CA Platense 0:1 Tomás Beristain mecz rozegrany został na stadionie klubu San Lorenzo de Almagro                     |
| 15 maja 1932 | Estudiantes La Plata – San Lorenzo de Almagro 4:3 Alberto Zozaya (2, 1k), Ulises Uslenghi, Manuel Ferreira – José Fossa, Gabriel Magán (2) |
| 15 maja 1932 | Ferro Carril Oeste – Independiente 2:4 Antonio Ganduglia, Francisco Sponda – Oscar Sastre (3), Luis Ravaschino                             |
| 15 maja 1932 | CA Huracán – Gimnasia y Esgrima La Plata 2:1 Herminio Masantonio, Cesáreo Onzari – Alberto Palomino                                        |
| 15 maja 1932 | Club Atlético Lanús – CA Tigre 2:2 Aguedo Ursino, Clotardo Dendi – Julio Benavídez, Federico Sachs                                         |
| 15 maja 1932 | Quilmes Athletic Buenos Aires – Boca Juniors 0:3 Francisco Varallo, Donato Penella, Esteban Kuko                                           |
| 15 maja 1932 | Racing Club de Avellaneda – CA Vélez Sarsfield 2:1 Alberto Fassora (2, 1k) – César Roggero                                                 |
| 15 maja 1932 | River Plate – Talleres Remedios de Escalada 3:0 Bernabé Ferreyra, José Granara Costa, Oscar Sciarra                                        |

### Kolejka 11
| Data         | Mecz |
| ------------ | --- |
| 22 maja 1932 | Chacarita Juniors – Estudiantes La Plata 1:1 Benjamín Coria – Miguel A. Lauri mecz rozegrany został na stadionie klubu Argentinos Juniors |
| 22 maja 1932 | Gimnasia y Esgrima La Plata – Atlanta Buenos Aires 6:0 Juan Echevarrieta (2), Germán Romero, Martín Maleanni (3)                          |
| 22 maja 1932 | Independiente – Quilmes Athletic Buenos Aires 4:0 Manuel Seoane (3), Luis Ravaschino                                                      |
| 22 maja 1932 | CA Platense – Boca Juniors 1:1 Tomás Beristain – Tomás Garibaldi                                                                          |
| 22 maja 1932 | River Plate – Club Atlético Lanús 4:1 Bernabé Ferreyra (3), Juan Arrillaga – Clotardo Dendi                                               |
| 22 maja 1932 | San Lorenzo de Almagro – Ferro Carril Oeste 3:0 José Cortecci, José Fossa k, Diego García                                                 |
| 22 maja 1932 | Talleres Remedios de Escalada – Racing Club de Avellaneda 0:3 Luis Batz (2), Roberto Bugueyro                                             |
| 22 maja 1932 | CA Tigre – Argentinos Juniors 3:0 Julio Benavídez (2), Federico Sachs                                                                     |
| 22 maja 1932 | CA Vélez Sarsfield – CA Huracán 2:0 Salvador Merani k, Luciano Aranda                                                                     |

### Kolejka 12
| Data         | Mecz |
| ------------ | --- |
| 29 maja 1932 | Atlanta Buenos Aires – CA Vélez Sarsfield 0:1 Carlos Querzoli mecz rozegrany został na stadionie klubu River Plate                      |
| 29 maja 1932 | Boca Juniors – Gimnasia y Esgrima La Plata 2:1 Esteban Kuko, Donato Penella k – Juan Echevarrieta                                       |
| 29 maja 1932 | Estudiantes La Plata – CA Tigre 4:3 Alejandro Scopelli, Alberto Zozaya, Enrique Guaita (2) – Federico Sachs (2), Julio Benavídez        |
| 29 maja 1932 | Ferro Carril Oeste – Chacarita Juniors 3:1 Miguel Bravo (2), Jacinto Ferro k – Teófilo Juárez k                                         |
| 29 maja 1932 | CA Huracán – Talleres Remedios de Escalada 2:2 Herminio Masantonio, Arturo Naveira – Hugo Lamanna (2)                                   |
| 29 maja 1932 | Club Atlético Lanús – Argentinos Juniors 3:1 Clotardo Dendi (2), Aguedo Ursino – Gaspar Jerez                                           |
| 29 maja 1932 | CA Platense – Independiente 2:0 Ubaldo Landolfi (2)                                                                                     |
| 29 maja 1932 | Quilmes Athletic Buenos Aires – San Lorenzo de Almagro 2:2 Fortunato Androssi, Julio Di Gianno k – Francisco Corsetti k, Genaro Canteli |
| 29 maja 1932 | Racing Club de Avellaneda – River Plate 0:1 Bernabé Ferreyra                                                                            |

### Kolejka 13
| Data           | Mecz |
| -------------- | --- |
| 5 czerwca 1932 | Argentinos Juniors – Estudiantes La Plata 0:3 Miguel A. Lauri, Manuel Ferreira, Alejandro Scopelli |
| 5 czerwca 1932 | Chacarita Juniors – Quilmes Athletic Buenos Aires 6:2 Marcos Díaz, Luis Díaz, Alberto López Bravo (2, 1k), Héctor Roselló, Demetrio Busti – Julio Di Gianno k, Vicente Zito mecz rozegrany został na stadionie klubu Platense |
| 5 czerwca 1932 | Gimnasia y Esgrima La Plata – Independiente 2:2 Germán Romero, Tomás González – Luis M. Fazio k, Roberto Porta mecz przerwany przy stanie 1:2 – dokończony później                                                            |
| 5 czerwca 1932 | Racing Club de Avellaneda – Club Atlético Lanús 2:0 Luis Batz, Roberto Bugueyro |
| 5 czerwca 1932 | River Plate – CA Huracán 1:1 Carlos Peucelle – José Cordero mecz przerwany w 70 minucie z powodu awarii światła przy stanie 1:1 – dokończony później                                                                          |
| 5 czerwca 1932 | San Lorenzo de Almagro – CA Platense 2:0 Alfio Foresto, José Fossa k |
| 5 czerwca 1932 | Talleres Remedios de Escalada – Atlanta Buenos Aires 4:1 Hugo Lamanna (4) – Plinio Giribaldi |
| 5 czerwca 1932 | CA Tigre – Ferro Carril Oeste 3:2 Julio Benavídez, Federico Sachs, Francisco Poletto k – Ángel Sobrino, Pedro Chalú |
| 5 czerwca 1932 | CA Vélez Sarsfield – Boca Juniors 1:2 César Roggero – Francisco Varallo, Esteban Kuko mecz przerwany w 75 minucie przy stanie 1:2 – później przyznano walkower dla Boca Juniors                                               |

### Kolejka 14
| Data            | Mecz |
| --------------- | --- |
| 12 czerwca 1932 | Atlanta Buenos Aires – River Plate 0:3 Bernabé Ferreyra, Juan Arrillaga (2) mecz rozegrany został na stadionie klubu San Lorenzo de Almagro |
| 12 czerwca 1932 | Boca Juniors – Talleres Remedios de Escalada 3:2 Francisco Varallo (2), Luis A. Sánchez – Hugo Lamanna, ?                                   |
| 12 czerwca 1932 | Ferro Carril Oeste – Argentinos Juniors 1:1 Nicolás Infante – Oscar Mapelli                                                                 |
| 12 czerwca 1932 | Gimnasia y Esgrima La Plata – San Lorenzo de Almagro 0:2 Diego García, Alfio Foresto                                                        |
| 12 czerwca 1932 | CA Huracán – Racing Club de Avellaneda 0:1 Roberto Bugueyro mecz przerwano w 72 minucie – wynik zostawiono                                  |
| 12 czerwca 1932 | Independiente – CA Vélez Sarsfield 2:0 Juan Betinotti, Manuel Seoane                                                                        |
| 12 czerwca 1932 | Club Atlético Lanús – Estudiantes La Plata 0:4 Miguel A. Lauri, Alejandro Scopelli, Héctor Castro, Enrique Guaita                           |
| 12 czerwca 1932 | CA Platense – Chacarita Juniors 2:1 Manuel Fleitas Solich, Paulino Ferreyra – Marcos Díaz                                                   |
| 12 czerwca 1932 | Quilmes Athletic Buenos Aires – CA Tigre 4:0 Carlos Alaniz, Luis Fernández, Eduardo Leoncio, Ramón Viera                                    |

### Kolejka 15
| Data            | Mecz |
| --------------- | --- |
| 19 czerwca 1932 | Argentinos Juniors – Quilmes Athletic Buenos Aires 1:1 Ramón Luna – Luis Fernández                                                           |
| 19 czerwca 1932 | Chacarita Juniors – Gimnasia y Esgrima La Plata 1:1 Marcos Díaz – Ismael Morgada mecz rozegrany został na stadionie klubu Ferro Carril Oeste |
| 19 czerwca 1932 | Estudiantes La Plata – Ferro Carril Oeste 3:1 Horacio Tellechea, Manuel Ferreira, Héctor Castro – Ángel Sobrino                              |
| 19 czerwca 1932 | CA Huracán – Club Atlético Lanús 3:1 Juan A. Rivarola, Alejandro de los Santos, Herminio Masantonio – Carlos Spadaro                         |
| 19 czerwca 1932 | Racing Club de Avellaneda – Atlanta Buenos Aires 2:1 Alberto Fernández, Oscar Barralía – Porfirio Sosa Largo                                 |
| 19 czerwca 1932 | River Plate – Boca Juniors 1:1 Bernabé Ferreyra – Juan J. Mariani                                                                            |
| 19 czerwca 1932 | Talleres Remedios de Escalada – Independiente 1:2 Hugo Lamanna – Oscar Sastre, Rodolfo De Jonge                                              |
| 19 czerwca 1932 | CA Tigre – CA Platense 3:1 Julio Benavídez (2), Federico Sachs – Antonio Campilongo                                                          |
| 19 czerwca 1932 | CA Vélez Sarsfield – San Lorenzo de Almagro 1:4 Vicente Ruscitti – Gabriel Magán (2), Diego García, Arturo Arrieta                           |

### Kolejka 16
| Data            | Mecz |
| --------------- | --- |
| 26 czerwca 1932 | Atlanta Buenos Aires – CA Huracán 0:0 mecz rozegrany został na stadionie klubu River Plate                                                                                        |
| 26 czerwca 1932 | Boca Juniors – Racing Club de Avellaneda 1:1 Tomás Garibaldi – Luis Batz |
| 26 czerwca 1932 | Gimnasia y Esgrima La Plata – CA Tigre 2:2 Martín Maleanni, Germán Romero – José Vilariño, Julio Benavídez mecz rozegrany został na stadionie klubu Talleres Remedios de Escalada |
| 26 czerwca 1932 | Independiente – River Plate 5:0 Luis Ravaschino (3), Manuel Seoane, Juan Betinotti                                                                                                |
| 26 czerwca 1932 | Club Atlético Lanús – Ferro Carril Oeste 2:1 Anselmo Pintado, Crispín Ríos – Francisco Sponda mecz rozegrany został na stadionie klubu Racing                                     |
| 26 czerwca 1932 | CA Platense – Argentinos Juniors 1:0 Paulino Ferreyra |
| 26 czerwca 1932 | Quilmes Athletic Buenos Aires – Estudiantes La Plata 2:1 Luis Fernández, Vicente Zito – Víctor Appólito                                                                           |
| 26 czerwca 1932 | San Lorenzo de Almagro – Talleres Remedios de Escalada 2:1 Arturo Arrieta, Gabriel Magán – José A. Ciancio                                                                        |
| 26 czerwca 1932 | CA Vélez Sarsfield – Chacarita Juniors 4:3 Alfredo González (3), Luciano Aranda – Héctor Roselló, Pedro Stochetti, Teófilo Júarez                                                 |

### Kolejka 17
| Data          | Mecz |
| ------------- | --- |
| 10 lipca 1932 | Argentinos Juniors – Gimnasia y Esgrima La Plata 0:2 Juan Echevarrieta, Germán Romero                                                                                       |
| 10 lipca 1932 | Atlanta Buenos Aires – Club Atlético Lanús 2:1 Pablo Ramírez, César Hermosa – Gussoni mecz rozegrany został na stadionie klubu Platense                                     |
| 10 lipca 1932 | Estudiantes La Plata – CA Platense 4:2 Alejandro Scopelli, Enrique Guaita, Manuel Ferreira (2) – Ángel Bissio Trevino (2, 1k)                                               |
| 10 lipca 1932 | Ferro Carril Oeste – Quilmes Athletic Buenos Aires 2:0 Nicolás Infante, Salvador D’Alessandro                                                                               |
| 10 lipca 1932 | CA Huracán – Boca Juniors 0:3 Luis A. Sánchez (2), Francisco Varallo Huracán wycofał się przed końcem meczu mecz rozegrany został na stadionie klubu San Lorenzo de Almagro |
| 10 lipca 1932 | Racing Club de Avellaneda – Independiente 0:2 Manuel Seoane, Oscar Sastre                                                                                                   |
| 10 lipca 1932 | River Plate – San Lorenzo de Almagro 0:2 Jacinto Villalba, Gabriel Magán |
| 10 lipca 1932 | Talleres Remedios de Escalada – Chacarita Juniors 1:1 Hugo Lamanna – Benigno Ramos                                                                                          |
| 10 lipca 1932 | CA Tigre – CA Vélez Sarsfield 3:0 Julio Benavídez (2, 1k), Federico Sachs                                                                                                   |

### Kolejka 18
| Data          | Mecz |
| ------------- | --- |
| 24 lipca 1932 | Boca Juniors – Atlanta Buenos Aires 2:1 Roberto Cherro, Tomás Garibaldi – Porfirio Sosa Largo w 70 minucie klub Atlanta wycofał się             |
| 24 lipca 1932 | Chacarita Juniors – River Plate 2:3 Héctor Roselló (2) – Bernabé Ferreyra (2, 1k), Pedro Ruffo mecz rozegrany został na stadionie klubu Huracán |
| 24 lipca 1932 | Gimnasia y Esgrima La Plata – Estudiantes La Plata 2:3 Armando Zoroza, Pedro Farías – Alberto Zozaya, Enrique Guaita (2)                        |
| 24 lipca 1932 | Independiente – CA Huracán 3:2 Manuel Seoane (2), Luis Ravaschino – José Cordero, Miguel Prestipino                                             |
| 24 lipca 1932 | CA Platense – Ferro Carril Oeste 2:3 Ubaldo Landolfi, Manuel Fleitas Solich – Enrique Gainzaraín, Nicolás Infante (2)                           |
| 24 lipca 1932 | Quilmes Athletic Buenos Aires – Club Atlético Lanús 2:0 Vicente Zito (2)                                                                        |
| 24 lipca 1932 | San Lorenzo de Almagro – Racing Club de Avellaneda 1:1 Diego García – Vicente Del Giúdice                                                       |
| 24 lipca 1932 | Talleres Remedios de Escalada – CA Tigre 2:0 Lamanna (2)                                                                                        |
| 24 lipca 1932 | CA Vélez Sarsfield – Argentinos Juniors 1:1 Oscar Luppo – Ramón Luna                                                                            |

### Kolejka 19
| Data          | Mecz |
| ------------- | --- |
| 31 lipca 1932 | Argentinos Juniors – Talleres Remedios de Escalada 1:1 Ramón Luna – Camilo Bondanza |
| 31 lipca 1932 | Atlanta Buenos Aires – Independiente 0:1 Luis Ravaschino |
| 31 lipca 1932 | Estudiantes La Plata – CA Vélez Sarsfield 1:1 Alberto Zozaya – Oscar Luppo |
| 31 lipca 1932 | Ferro Carril Oeste – Gimnasia y Esgrima La Plata 4:4 Lorenzo Gilli k, Francisco Sponda, Juan B. Scursoni, Nicolás Infante – Tomás González, Arturo Naón (2), Ismael Morgada mecz rozegrany został na stadionie klubu Boca Juniors |
| 31 lipca 1932 | CA Huracán – San Lorenzo de Almagro 2:0 José Cordero, Herminio Masantonio |
| 31 lipca 1932 | Club Atlético Lanús – Boca Juniors 1:3 Anselmo Pintado – Francisco Varallo (3) |
| 31 lipca 1932 | Quilmes Athletic Buenos Aires – CA Platense 5:0 Luis Fernández, Vicente Zito (2), Eduardo Leoncio, ? |
| 31 lipca 1932 | Racing Club de Avellaneda – Chacarita Juniors 3:1 Alfredo Devincenzi, Vicente del Giúdice, Andrés Stagnaro – Emilio Sampayo |
| 31 lipca 1932 | River Plate – CA Tigre 3:0 Bernabé Ferreyra (2), Juan Arrillaga |

### Kolejka 20
| Data            | Mecz |
| --------------- | --- |
| 7 sierpnia 1932 | Chacarita Juniors – CA Huracán 6:0 Héctor Roselló (2), Marcos Díaz (3), Alberto López Bravo mecz rozegrany został na stadionie klubu Argentinos Juniors                           |
| 7 sierpnia 1932 | Gimnasia y Esgrima La Plata – Quilmes Athletic Buenos Aires 3:2 Arturo Naón (2), Ismael Morgada – Luis Fernández (2, 1k)                                                          |
| 7 sierpnia 1932 | Independiente – Boca Juniors 2:1 Manuel Seoane (2) – Francisco Varallo |
| 7 sierpnia 1932 | CA Platense – Club Atlético Lanús 3:2 Nicolás Ferrara (2), José Pérez – José Lamas, Crispín Ríos                                                                                  |
| 7 sierpnia 1932 | River Plate – Argentinos Juniors 5:2 Bernabé Ferreyra (2, 1k), Carlos Peucelle (2), Pedro Lago – Gaspar Jerez (2)                                                                 |
| 7 sierpnia 1932 | San Lorenzo de Almagro – Atlanta Buenos Aires 6:3 Genaro Canteli (2), Francisco Corsetti (2, 1k), Diego García, Gabriel Magán – Porfirio Sosa Largo, Pablo Ramírez, César Hermosa |
| 7 sierpnia 1932 | Talleres Remedios de Escalada – Estudiantes La Plata 1:0 Camilo Bondanza |
| 7 sierpnia 1932 | CA Tigre – Racing Club de Avellaneda 2:3 Camilo Méndez, Julio Benavídez k – Alfredo Devincenzi, Oscar Barralía, Vicente Del Giúdice                                               |
| 7 sierpnia 1932 | CA Vélez Sarsfield – Ferro Carril Oeste 3:0 Oscar Luppo (2), Oscar De Dovitis |

### Kolejka 21
| Data             | Mecz |
| ---------------- | --- |
| 14 sierpnia 1932 | Boca Juniors – San Lorenzo de Almagro 1:0 Roberto Cherro |
| 14 sierpnia 1932 | Estudiantes La Plata – River Plate 3:3 Alberto Zozaya, Enrique Guaita, Miguel A. Lauri – Bernabé Ferreyra k, Carlos M. Sanatamaría, Carlos Peucelle                     |
| 14 sierpnia 1932 | Ferro Carril Oeste – Talleres Remedios de Escalada 2:0 Miguel Bravo (2)                                                                                                 |
| 14 sierpnia 1932 | CA Huracán – CA Tigre 3:0 Juan A. Rivarola, Alejandro de los Santos k, Figueroa                                                                                         |
| 14 sierpnia 1932 | Club Atlético Lanús – Independiente walkower dla Independiente mecz przerwany przy stanie 0:0                                                                           |
| 14 sierpnia 1932 | CA Platense – Gimnasia y Esgrima La Plata walkower dla klubu Gimnasia y Esgrima Nicolás Ferrara (2) – Humberto Recanatini, Ismael Zoroza mecz przerwany przy stanie 2:2 |
| 14 sierpnia 1932 | Quilmes Athletic Buenos Aires – CA Vélez Sarsfield 0:2 Oscar Luppo, Victorio Spinetto                                                                                   |
| 14 sierpnia 1932 | Racing Club de Avellaneda – Argentinos Juniors 1:0 Oscar Barralía |
| 15 sierpnia 1932 | Atlanta Buenos Aires – Chacarita Juniors 1:3 Porfirio Sosa Largo – Francisco Nin, Luis Díaz (2) mecz rozegrany został na stadionie klubu River Plate                    |

### Kolejka 22
| Data             | Mecz |
| ---------------- | --- |
| 21 sierpnia 1932 | Argentinos Juniors – CA Huracán 1:0 Ramón Luna                                                                                               |
| 21 sierpnia 1932 | Chacarita Juniors – Boca Juniors 2:1 Alberto López Bravo, Pedro Stochetti – Roberto Cherro mecz rozegrany został na stadionie klubu Platense |
| 21 sierpnia 1932 | Gimnasia y Esgrima La Plata – Club Atlético Lanús 4:0 Juan Echevarrieta, Arturo Naón (2), Ismael Morgada                                     |
| 21 sierpnia 1932 | Racing Club de Avellaneda – Estudiantes La Plata 2:0 Vicente Del Giúdice (2)                                                                 |
| 21 sierpnia 1932 | River Plate – Ferro Carril Oeste 0:2 Francisco Sponda, Vicente González                                                                      |
| 21 sierpnia 1932 | San Lorenzo de Almagro – Independiente 2:2 Genaro Canteli, Arturo Arrieta – Luis Ravaschino, Roberto Porta                                   |
| 21 sierpnia 1932 | Talleres Remedios de Escalada – Quilmes Athletic Buenos Aires 1:1 Hugo Lamanna k – Luis Fernández                                            |
| 21 sierpnia 1932 | CA Tigre – Atlanta Buenos Aires 3:2 Federico Sachs (2), Camilo Méndez – Porfirio Sosa Largo, César Hermosa                                   |
| 21 sierpnia 1932 | CA Vélez Sarsfield – CA Platense 1:1 Salvador Merani – Tomás Beristain                                                                       |

### Kolejka 23
| Data             | Mecz |
| ---------------- | --- |
| 28 sierpnia 1932 | Atlanta Buenos Aires – Argentinos Juniors 1:0 Amadeo Ortega mecz rozegrany został na stadionie klubu River Plate                                                 |
| 28 sierpnia 1932 | Boca Juniors – CA Tigre 5:0 Roberto Cherro (2), Luis A. Sánchez, Francisco Varallo (2, 1k)                                                                       |
| 28 sierpnia 1932 | Ferro Carril Oeste – Racing Club de Avellaneda 0:0 |
| 28 sierpnia 1932 | Gimnasia y Esgrima La Plata – CA Vélez Sarsfield 2:1 Alberto Palomino, Arturo Naón – Salvador Merani                                                             |
| 28 sierpnia 1932 | CA Huracán – Estudiantes La Plata 1:1 Carlos Novo – Héctor Castro                                                                                                |
| 28 sierpnia 1932 | Independiente – Chacarita Juniors 2:1 Juan C. Corazzo, Manuel Seoane – Pedro Stochetti                                                                           |
| 28 sierpnia 1932 | Club Atlético Lanús – San Lorenzo de Almagro 0:4 Jacinto Villalba, Arturo Arrieta, Eduardo Gómez (2) mecz rozegrany został na stadionie klubu Argentinos Juniors |
| 28 sierpnia 1932 | CA Platense – Talleres Remedios de Escalada 5:3 Nicolás Ferrara (2), Antonio Campilongo (2), Paulino Ferreyra – Hugo Lamanna (2), Luis Donato                    |
| 28 sierpnia 1932 | Quilmes Athletic Buenos Aires – River Plate 2:0 Leonardo Sandoval (2)                                                                                            |

### Kolejka 24
| Data            | Mecz |
| --------------- | --- |
| 4 września 1932 | Argentinos Juniors – Boca Juniors 1:2 Oscar Mapelli – Luis A. Sánchez, Roberto Cherro |
| 4 września 1932 | Chacarita Juniors – San Lorenzo de Almagro 1:5 Teófilo Juárez – Teófilo Juárez s, Jacinto Villalba, Genaro Canteli, Gabriel Magán (2) mecz rozegrany został na stadionie klubu Boca Juniors |
| 4 września 1932 | Estudiantes La Plata – Atlanta Buenos Aires 1:2 Enrique Guaita k – Porfirio Sosa Largo k, César Hermosa mecz rozegrany został na stadionie klubu Quilmes                                    |
| 4 września 1932 | CA Huracán – Ferro Carril Oeste 2:0 Herminio Masantonio, Alejandro de los Santos k |
| 4 września 1932 | Racing Club de Avellaneda – Quilmes Athletic Buenos Aires 1:0 Alfredo Devicenzi |
| 4 września 1932 | River Plate – CA Platense 1:0 Bernabé Ferreyra |
| 4 września 1932 | Talleres Remedios de Escalada – Gimnasia y Esgrima La Plata 1:3 Hugo Lamanna – Arturo Naón (2), Pedro Farías mecz rozegrany został na stadionie klubu Platense                              |
| 4 września 1932 | CA Tigre – Independiente 2:3 mecz rozegrany został na stadionie klubu Ferro Carril Oeste |
| 4 września 1932 | CA Vélez Sarsfield – Club Atlético Lanús 3:1 Alfredo González, Oscar Luppo, Oscar De Dovitis – Anselmo Pintado                                                                              |

### Kolejka 25
| Data             | Mecz |
| ---------------- | --- |
| 11 września 1932 | Atlanta Buenos Aires – Ferro Carril Oeste 2:1 Pablo Ramírez, Julio Ramírez – Nicolás Infante mecz rozegrany został na stadionie klubu River Plate                             |
| 11 września 1932 | Boca Juniors – Estudiantes La Plata 0:2 Héctor Castro, Alejandro Scopelli |
| 11 września 1932 | Gimnasia y Esgrima La Plata – River Plate 4:3 Humberto Recanatini k, Armando Zoroza, Ismael Morgada, Alberto Palomino – José Granara Costa, Carlos Peucelle, Bernabé Ferreyra |
| 11 września 1932 | Independiente – Argentinos Juniors 1:0 Horacio Muttoni |
| 11 września 1932 | Club Atlético Lanús – Chacarita Juniors 1:4 Carlos Bertetti – Marcos Díaz (3), Pedro Stochetti mecz rozegrany został na stadionie klubu Ferro Carril Oeste                    |
| 11 września 1932 | CA Platense – Racing Club de Avellaneda 1:1 Horacio Muttoni |
| 11 września 1932 | Quilmes Athletic Buenos Aires – CA Huracán 3:2 Vicente Zito (3) – Herminio Masantonio, Figueroa                                                                               |
| 11 września 1932 | San Lorenzo de Almagro – CA Tigre 8:2 Gabriel Magán (5), Eduardo Gómez (2), Genaro Canteli – Federico Sachs (2, 1k)                                                           |
| 11 września 1932 | CA Vélez Sarsfield – Talleres Remedios de Escalada 3:2 Sául Quiroga (3) – Hugo Lamanna (2)                                                                                    |

### Kolejka 26
| Data             | Mecz |
| ---------------- | --- |
| 18 września 1932 | Argentinos Juniors – San Lorenzo de Almagro 1:5 Oscar Mapelli – Jacinto Villalba, Genaro Canteli (2), Arturo Arrieta, Gabriel Magán                                                      |
| 18 września 1932 | Atlanta Buenos Aires – Quilmes Athletic Buenos Aires 4:1 Desiderio Alvarez (2, 1k), Cipriano Achinelli, Pablo Ramírez – Luis Fernández mecz rozegrany został na stadionie klubu Platense |
| 18 września 1932 | Estudiantes La Plata – Independiente 1:1 Enrique Guaita k – Enrique Liberanone |
| 18 września 1932 | Ferro Carril Oeste – Boca Juniors 1:1 Nicolás Infante – Roberto Cherro |
| 18 września 1932 | CA Huracán – CA Platense 1:1 Figueroa – Tomás Beristain |
| 18 września 1932 | Racing Club de Avellaneda – Gimnasia y Esgrima La Plata 2:0 Alberto Fassora, Vicente Del Giúdice                                                                                         |
| 18 września 1932 | River Plate – CA Vélez Sarsfield 4:1 Bernabé Ferreyra (3, 1k), Pedro Lago – Salvador Merani                                                                                              |
| 18 września 1932 | Talleres Remedios de Escalada – Club Atlético Lanús 3:2 Camilo Bondanza, Luis Rojas, Hugo Lamanna – José Lamas, Clotardo Dendi                                                           |
| 18 września 1932 | CA Tigre – Chacarita Juniors 2:3 Juan C. Haedo (2) – Luis Díaz, Pedro Stochetti (2) |

### Kolejka 27
| Data             | Mecz |
| ---------------- | --- |
| 25 września 1932 | Boca Juniors – Quilmes Athletic Buenos Aires 7:0 Isidoro Lorenzo (2), Delfín Benítez Cáceres (2), Roberto Cherro, Luis A. Sánchez, Tomás Garibaldi |
| 25 września 1932 | Chacarita Juniors – Argentinos Juniors 1:2 Luis Díaz – Francisco Ribes, Juan A. Padilla                                                            |
| 25 września 1932 | Gimnasia y Esgrima La Plata – CA Huracán 0:2 Figueroa, Herminio Masantonio                                                                         |
| 25 września 1932 | Independiente – Ferro Carril Oeste 2:1 Manuel Seoane (2) – Miguel Bravo                                                                            |
| 25 września 1932 | CA Platense – Atlanta Buenos Aires 3:0 Ismael Arrese, Paulino Ferreyra (2)                                                                         |
| 25 września 1932 | San Lorenzo de Almagro – Estudiantes La Plata 3:2 Genaro Canteli, José Fossa k, Gabriel Magán – Alejandro Scopelli, Ulises Uslenghi                |
| 25 września 1932 | Talleres Remedios de Escalada – River Plate 0:1 Carlos Peucelle                                                                                    |
| 25 września 1932 | CA Tigre – Club Atlético Lanús 1:2 Constantino Urbieta Sosa k – Clotardo Dendi, Daniel Pícaro                                                      |
| 25 września 1932 | CA Vélez Sarsfield – Racing Club de Avellaneda 1:3 Oscar De Dovitis – Oscar Barralía, Roberto Bugueyro (2)                                         |

### Kolejka 28
| Data                | Mecz |
| ------------------- | --- |
| 2 października 1932 | Argentinos Juniors – CA Tigre 2:1 Francisco Ribes, Armando Tarrío – Matías Barber                                                                       |
| 2 października 1932 | Atlanta Buenos Aires – Gimnasia y Esgrima La Plata 1:6 Amadeo Ortega – Arturo Naón (2), Pedro Farías, Juan Echevarrieta (2), Tomás González             |
| 2 października 1932 | Boca Juniors – CA Platense 6:1 Isidoro Lorenzo, Luis Ferrario s, Luis A. Sánchez, Delfín Benítez Cáceres, Tomás Garibaldi (2) – Nicolás Ferrara         |
| 2 października 1932 | Estudiantes La Plata – Chacarita Juniors 5:3 Alberto Zozaya (2), Manuel Ferreira, Alejandro Scopelli, Miguel A. Lauri – Héctor Roselló (2), Marcos Díaz |
| 2 października 1932 | Ferro Carril Oeste – San Lorenzo de Almagro 1:1 Miguel Bravo – Genaro Canteli                                                                           |
| 2 października 1932 | CA Huracán – CA Vélez Sarsfield 4:1 Alejandro de los Santos (3), Juan A. Rivarola – Victorio Spinetto                                                   |
| 2 października 1932 | Club Atlético Lanús – River Plate 0:1 mecz rozegrany został na stadionie klubu Platense                                                                 |
| 2 października 1932 | Quilmes Athletic Buenos Aires – Independiente 3:1 Luis Fernández (2), Juan Michal – Juan Betinotti                                                      |
| 2 października 1932 | Racing Club de Avellaneda – Talleres Remedios de Escalada 3:2 Alberto Fassora k, Alfredo Devicenzi, Andrés Stagnaro – Luis Rojas, Camilo Bondanza       |

### Kolejka 29
| Data                | Mecz |
| ------------------- | --- |
| 9 października 1932 | Argentinos Juniors – Club Atlético Lanús 3:1 Francisco Ribes (2), Gaspar Jerez – Daniel Pícaro |
| 9 października 1932 | Chacarita Juniors – Ferro Carril Oeste 2:4 Benjamín Coria, Marcos Díaz – Vicente González, Alberto Rival, Lorenzo Saint Estévez s, Tomás Ceballos mecz rozegrany został na stadionie klubu Atlanta |
| 9 października 1932 | Gimnasia y Esgrima La Plata – Boca Juniors 6:2 Juan Echevarrieta (3), Arturo Naón (2), Pedro Farías – Delfín Benítez Cáceres, Adolfo Pedemonte k                                                   |
| 9 października 1932 | Independiente – CA Platense 4:0 Manuel Seoane (2), Roberto Porta, Horacio Muttoni |
| 9 października 1932 | River Plate – Racing Club de Avellaneda 1:0 Bernabé Ferreyra |
| 9 października 1932 | San Lorenzo de Almagro – Quilmes Athletic Buenos Aires 2:3 José Fossa k, Genaro Canteli – Luis Fernández (3)                                                                                       |
| 9 października 1932 | Talleres Remedios de Escalada – CA Huracán 2:3 Camilo Bondanza, Luis Rojas – Herminio Masantonio, Alejandro de los Santos (2)                                                                      |
| 9 października 1932 | CA Tigre – Estudiantes La Plata 1:1 Félix Dolhagaray – Enrique Guaita |
| 9 października 1932 | CA Vélez Sarsfield – Atlanta Buenos Aires 2:0 Luciano Aranda (2) mecz rozegrany został na stadionie klubu Ferro Carril Oeste                                                                       |

### Kolejka 30
| Data                 | Mecz |
| -------------------- | --- |
| 16 października 1932 | Atlanta Buenos Aires – Talleres Remedios de Escalada 2:0 Amadeo Ortega y Pablo Ramírez mecz rozegrany został na stadionie klubu Argentinos Juniors  |
| 16 października 1932 | Boca Juniors – CA Vélez Sarsfield 3:0 Cayetano Silenzi, Esteban Kuko, Roberto Cherro                                                                |
| 16 października 1932 | Estudiantes La Plata – Argentinos Juniors 4:2 Manuel Ferreira, Enrique Guaita, Alejandro Scopelli, Héctor Castro – Francisco Ribes, Juan A. Padilla |
| 16 października 1932 | Ferro Carril Oeste – CA Tigre 3:3 Vicente González, Miguel Bravo, Tomás Ceballos – Félix Dolhagaray (2), Juan C. Haedo                              |
| 16 października 1932 | CA Huracán – River Plate 2:2 Alfredo Carricaberry, Máximo Frederici – Bernabé Ferreyra (2)                                                          |
| 16 października 1932 | Independiente – Gimnasia y Esgrima La Plata 1:2 Roberto Porta – Juan Echevarrieta (2)                                                               |
| 16 października 1932 | Club Atlético Lanús – Racing Club de Avellaneda 1:1 Carlos Spadaro k – Alberto Fassora                                                              |
| 16 października 1932 | CA Platense – San Lorenzo de Almagro 1:1 Ubaldo Landolfi – Gabriel Magán                                                                            |
| 16 października 1932 | Quilmes Athletic Buenos Aires – Chacarita Juniors 3:1 Leonardo Sandoval, Luis Fernández k, Vicente Zito – Luis Díaz                                 |

### Kolejka 31
| Data                 | Mecz |
| -------------------- | --- |
| 23 października 1932 | Argentinos Juniors – Ferro Carril Oeste 2:1 Tabares, Francisco Ribes – Alberto Rival                                                                                 |
| 23 października 1932 | Chacarita Juniors – CA Platense 4:2 Benigno Ramos (3), Benjamín Coria – José Pérez, Ángel Bissio Trevino mecz rozegrany został na stadionie klubu Ferro Carril Oeste |
| 23 października 1932 | Estudiantes La Plata – Club Atlético Lanús 2:1 Miguel A. Lauri, Héctor Castro – Carlos Spadaro k                                                                     |
| 23 października 1932 | Racing Club de Avellaneda – CA Huracán 1:2 Alberto Fassora k – Juan M. Mercader (2)                                                                                  |
| 23 października 1932 | River Plate – Atlanta Buenos Aires 5:3 Carlos Peucelle, Bernabé Ferreyra (4) – Julio Ramírez (2), César Hermosa                                                      |
| 23 października 1932 | San Lorenzo de Almagro – Gimnasia y Esgrima La Plata 4:4 Genaro Canteli (2), Diego García, Arturo Arrieta – Alberto Palomino, Arturo Naón (3)                        |
| 23 października 1932 | Talleres Remedios de Escalada – Boca Juniors 1:5 Hugo Lamanna – Delfín Benítez Cáceres, Francisco Varallo (3, 1k), Roberto Cherro                                    |
| 23 października 1932 | CA Tigre – Quilmes Athletic Buenos Aires 1:3 Camilo Méndez – Alberto Vázquez, Eduardo Leoncio, Vicente Zito                                                          |
| 23 października 1932 | CA Vélez Sarsfield – Independiente 0:0 |

### Kolejka 32
| Data                 | Mecz |
| -------------------- | --- |
| 31 października 1932 | Atlanta Buenos Aires – Racing Club de Avellaneda 1:1 Julio Ramírez – Oscar Barralía                                                                        |
| 31 października 1932 | Boca Juniors – River Plate 2:1 Delfín Benítez Cáceres (2) – Bernabé Ferreyra                                                                               |
| 31 października 1932 | Ferro Carril Oeste – Estudiantes La Plata 1:0 Alberto Rival                                                                                                |
| 31 października 1932 | Gimnasia y Esgrima La Plata – Chacarita Juniors 4:2 Arturo Naón, José M. Minella (2), Alberto Palomino – Ricardo Barraza (2)                               |
| 31 października 1932 | Independiente – Talleres Remedios de Escalada 2:1 Manuel Ramos (2) – Hugo Lamanna                                                                          |
| 31 października 1932 | Club Atlético Lanús – CA Huracán 4:1 Daniel Pícaro (2), Clotardo Dendi, Anselmo Pintado – Alejandro de los Santos                                          |
| 31 października 1932 | CA Platense – CA Tigre 5:0 Ubaldo Landolfi (3), Ángel Bissio Trevino (2)                                                                                   |
| 31 października 1932 | Quilmes Athletic Buenos Aires – Argentinos Juniors 3:3 Leonardo Sandoval, José Laserre, Eduardo Leoncio – Francisco Ribes, Gaspar Saavedra, Armando Tarrío |
| 31 października 1932 | San Lorenzo de Almagro – CA Vélez Sarsfield 0:0 |

### Kolejka 33
| Data             | Mecz |
| ---------------- | --- |
| 6 listopada 1932 | Argentinos Juniors – CA Platense 1:1 Cataldo Spitale – Ángel Bissio Trevino                                                                                               |
| 6 listopada 1932 | Chacarita Juniors – CA Vélez Sarsfield 4:2 Luis Díaz, Teófilo Juárez (2), Benjamín Coria – Oscar Luppo, Salvador Merani mecz rozegrany został na stadionie klubu Platense |
| 6 listopada 1932 | Estudiantes La Plata – Quilmes Athletic Buenos Aires 3:1 Alberto Zozaya (2, 1k), Miguel A. Lauri – Luis Fernández                                                         |
| 6 listopada 1932 | Ferro Carril Oeste – Club Atlético Lanús 3:1 Luis Ravello (2), Nicolás Infante – Daniel Pícaro                                                                            |
| 6 listopada 1932 | CA Huracán – Atlanta Buenos Aires 1:0 Figueroa |
| 6 listopada 1932 | Racing Club de Avellaneda – Boca Juniors 0:1 Francisco Varallo k mecz rozegrany został na stadionie klubu San Lorenzo de Almagro                                          |
| 6 listopada 1932 | River Plate – Independiente 6:1 Bernabé Ferreyra (2), Carlos Peucelle, Nazareno Luna (2), Manuel Dañil – Roberto Porta                                                    |
| 6 listopada 1932 | Talleres Remedios de Escalada – San Lorenzo de Almagro 1:4 Hugo Lamanna – Gabriel Magán (2), Diego García, Genaro Canteli                                                 |
| 6 listopada 1932 | CA Tigre – Gimnasia y Esgrima La Plata 0:5 Alberto Palomino, Arturo Naón, Ismael Morgada, José M. Minella, Oscar Montañez                                                 |

### Kolejka 34
| Data              | Mecz |
| ----------------- | --- |
| 13 listopada 1932 | Boca Juniors – CA Huracán 5:1 Luis A. Sánchez, Delfín Benítez Cáceres, Francisco Varallo, Roberto Cherro (2) – Alejandro de los Santos              |
| 13 listopada 1932 | Chacarita Juniors – Talleres Remedios de Escalada 2:1 Luis Díaz, Benjamín Coria – José Agnelli mecz rozegrany został na stadionie klubu River Plate |
| 13 listopada 1932 | Gimnasia y Esgrima La Plata – Argentinos Juniors 3:0 Arturo Naón, Juan Echevarrieta, Armando Zoroza                                                 |
| 13 listopada 1932 | Independiente – Racing Club de Avellaneda 0:1 Alberto Fassora                                                                                       |
| 13 listopada 1932 | Club Atlético Lanús – Atlanta Buenos Aires 1:1 Villa – Pablo Ramírez                                                                                |
| 13 listopada 1932 | CA Platense – Estudiantes La Plata 2:2 Ismael Arrese k, Mario Pajoni – Alberto Zozaya, Alejandro Scopelli                                           |
| 13 listopada 1932 | Quilmes Athletic Buenos Aires – Ferro Carril Oeste 0:0                                                                                              |
| 13 listopada 1932 | San Lorenzo de Almagro – River Plate 1:1 Eduardo Gómez – Ricardo Zatelli                                                                            |
| 13 listopada 1932 | CA Vélez Sarsfield – CA Tigre 1:0 Carlos Querzoli                                                                                                   |

### Końcowa tabela ligi zawodowej sezonu 1932
| Poz | Klub                          | Mecze | Zw | Rem | Por | Pkt | BrZd | BrStr |
| --- | ----------------------------- | ----- | -- | --- | --- | --- | ---- | ----- |
| 1   | River Plate                   | 34    | 22 | 6   | 6   | 50  | 81   | 43    |
| 2   | Independiente                 | 34    | 22 | 6   | 6   | 50  | 70   | 40    |
| 3   | Racing Club de Avellaneda     | 34    | 20 | 9   | 5   | 49  | 59   | 26    |
| 4   | Boca Juniors                  | 34    | 20 | 6   | 8   | 46  | 82   | 45    |
| 5   | San Lorenzo de Almagro        | 34    | 17 | 11  | 6   | 45  | 83   | 44    |
| 6   | Estudiantes La Plata          | 34    | 16 | 8   | 10  | 40  | 80   | 62    |
| 7   | Gimnasia y Esgrima La Plata   | 34    | 15 | 7   | 12  | 37  | 78   | 61    |
| 8   | CA Vélez Sarsfield            | 34    | 15 | 7   | 12  | 37  | 48   | 52    |
| 9   | CA Huracán                    | 34    | 14 | 7   | 13  | 35  | 58   | 62    |
| 10  | CA Platense                   | 34    | 13 | 9   | 12  | 35  | 57   | 63    |
| 11  | Ferro Carril Oeste            | 34    | 13 | 7   | 14  | 33  | 64   | 59    |
| 12  | Quilmes Athletic Buenos Aires | 34    | 13 | 6   | 15  | 32  | 50   | 67    |
| 13  | Chacarita Juniors             | 34    | 12 | 7   | 15  | 31  | 74   | 73    |
| 14  | Argentinos Juniors            | 34    | 6  | 11  | 17  | 23  | 40   | 65    |
| 15  | Club Atlético Lanús           | 34    | 6  | 6   | 22  | 18  | 37   | 74    |
| 16  | Talleres Remedios de Escalada | 34    | 5  | 7   | 22  | 17  | 44   | 74    |
| 17  | CA Tigre                      | 34    | 5  | 7   | 22  | 17  | 49   | 94    |
| 18  | Atlanta Buenos Aires          | 34    | 6  | 5   | 23  | 17  | 32   | 82    |

Z powodu równej liczby punktów rozegrano mecz barazowy o tytuł mistrza Argentyny w roku 1932.
| Data              | Mecz |
| ----------------- | --- |
| 20 listopada 1932 | River Plate – Independiente 3:0(3:0) mecz rozegrany został na stadionie klubu San Lorenzo de Almagro Bramki: 1:0 B.Ferreyra 11, 2:0 Peucelle 22, 3:0 Zatelli 38 Club Atlético River Plate: Sirni – Basílico, Cuello, Santamaría, Dañil, Malazzo, Zatelli, Lago, B.Ferreyra, Peucelle, Luna. CA Independiente: Maccarone – Fazio, Lecea, Ferrou, Corazzo, Almiñana, Porta, Sastre, Seoane, M.Ramos, Betinotti. |

Mistrzem Argentyny został klub River Plate, natomiast Independiente zdobył tytuł wicemistrza Argentyny.

### Klasyfikacja strzelców bramek 1932
| Gole | Piłkarz           | Klub                          |
| ---- | ----------------- | ----------------------------- |
| 43   | Bernabé Ferreyra  | River Plate                   |
| 24   | Hugo Lamanna      | Talleres Remedios de Escalada |
| 24   | Francisco Varallo | Boca Juniors                  |
| 22   | Gabriel Magán     | San Lorenzo de Almagro        |
| 22   | Manuel Seoane     | Independiente                 |